# (4408) Zlatá Koruna
(4408) Zlatá Koruna es un asteroide perteneciente al cinturón de asteroides, descubierto el 4 de octubre de 1988 por Antonín Mrkos desde el Observatorio Kleť, České Budějovice, República Checa.

## Designación y nombre
Designado provisionalmente como 1988 TH2. Fue nombrado Zlatá Koruna en homenaje al pueblo Zlatá Koruna en el sur de Bohemia, donde existe un monasterio gótico.

## Características orbitales
Zlatá Koruna está situado a una distancia media del Sol de 2,322 ua, pudiendo alejarse hasta 2,565 ua y acercarse hasta 2,079 ua. Su excentricidad es 0,104 y la inclinación orbital 4,362 grados. Emplea 1292 días en completar una órbita alrededor del Sol.

## Características físicas
La magnitud absoluta de Zlatá Koruna es 12,9.